# Ranuccio Scotti Douglas
Ranuccio Scotti Douglas (Parma, 19 luglio 1597 – Piacenza, 10 maggio 1661) è stato un arcivescovo cattolico e diplomatico italiano, a servizio della Santa Sede.

## Biografia

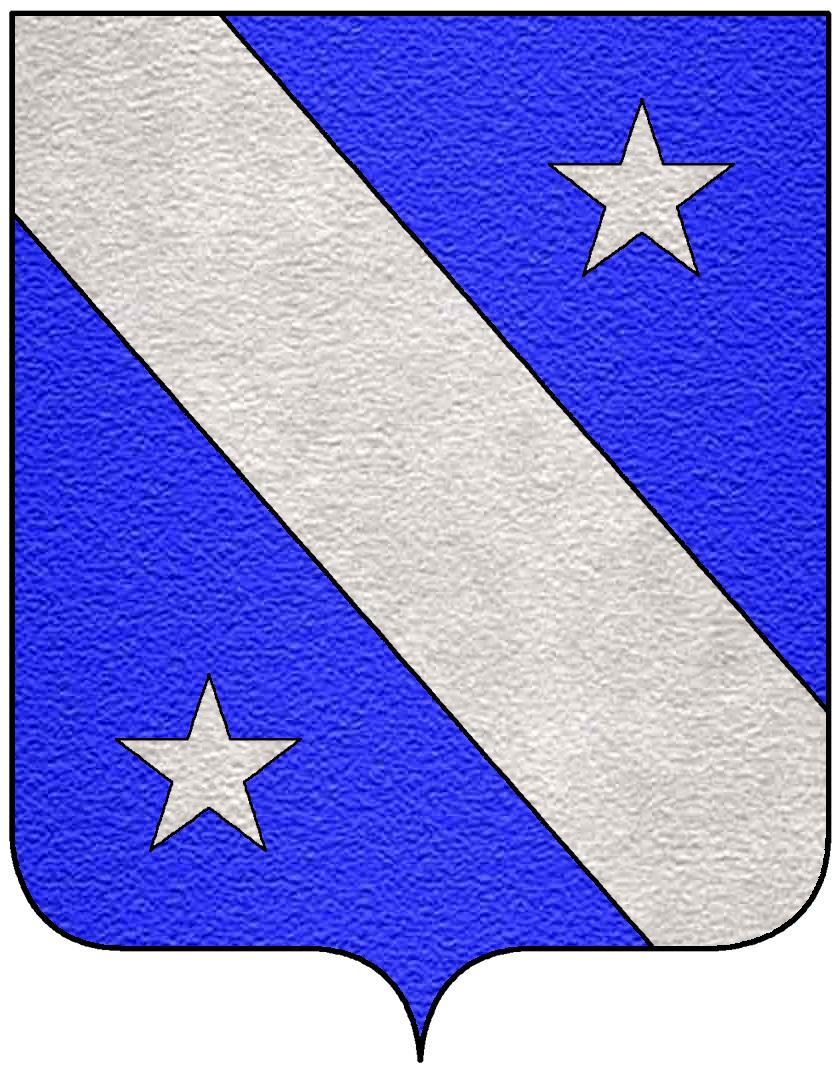
Stemma della famiglia Scotti

Figlio secondogenito del marchese di Montalbo Orazio e della contessa Lucrezia Alciati, fu battezzato il 27 luglio 1597.
Il 21 novembre 1616 conseguì la laurea in diritto civile e canonico presso l'università di Siena.
Dal 1617 al 1622 divenne referendario presso le due Segnature, mentre dal 1622 ebbe diversi incarichi amministrativi, diventando rispettivamente governatore di Rimini, Montalto e Spoleto.

### Ministero episcopale
Il 22 marzo 1627 fu nominato vescovo di Borgo San Donnino da papa Urbano VIII.
Il 18 aprile 1627 ricevette a Roma presso la chiesa di Sant'Andrea della Valle la consacrazione episcopale dalle mani del cardinale Laudivio Zacchia; mentre il 22 aprile fu nominato assistente al soglio pontificio.
Il 22 maggio 1630 fu nominato nunzio apostolico in Svizzera e rimase in carica fino al 4 maggio 1639.
Dall'8 agosto 1639 fino al 9 marzo 1641 ebbe l'incarico di nunzio apostolico in Francia.
Il 13 marzo 1650 papa Innocenzo X accettò le sue dimissioni da vescovo di Borgo San Donnino.
Il 23 febbraio 1653 ricevette l'onorificenza di maggiordomo di Sua Santità da papa Innocenzo X e venne nominato anche prefetto del Palazzo Apostolico fino alla data della morte del pontefice (7 gennaio 1655).
Morì il 10 maggio 1661 a Piacenza e fu sepolto nella chiesa dei Cappuccini, dove sulla sua tomba fu posto il seguente epitaffio: Hic jacet pulvis cinis et nihil.

## Ascendenza
|                                                                     |  |                                           | Genitori                                  |  |  | Nonni |  |  | Bisnonni                                       |  |  | Trisnonni                                    |  |
|                                                                     |  |                                           |                                           |  |  |       |  |  | Paolo Antonio Scotti Douglas, Conte di Sarmato |  |  | Cristoforo Scotti Douglas, Conte di Vigoleno |  |
|                                                                     |  |                                           |                                           |  |  |       |  |  | Paolo Antonio Scotti Douglas, Conte di Sarmato |  |  | Cristoforo Scotti Douglas, Conte di Vigoleno |  |
|                                                                     |  | Sulpizia Strozzi                          |                                           |  |  |       |  |  | Paolo Antonio Scotti Douglas, Conte di Sarmato |  |  |                                              |  |
| Paolo Emilio Scotti Douglas, Conte di Sarmato                       |  |                                           |                                           |  |  |       |  |  | Paolo Antonio Scotti Douglas, Conte di Sarmato |  |  |                                              |  |
|                                                                     |  | Emilia Rangoni                            | Ugo Rangoni, Conte di Castelvetro         |  |  |       |  |  |                                                |  |  |                                              |  |
|                                                                     |  | Emilia Rangoni                            | Ugo Rangoni, Conte di Castelvetro         |  |  |       |  |  |                                                |  |  |                                              |  |
|                                                                     |  | Emilia Rangoni                            | Violante Martinengo                       |  |  |       |  |  |                                                |  |  |                                              |  |
| Orazio Scotti Douglas, Marchese di Montalbo                         |  | Emilia Rangoni                            |                                           |  |  |       |  |  |                                                |  |  |                                              |  |
|                                                                     |  | Ludovico Rangoni, Marchese di Roccabianca | Niccolò Rangoni, Conte di Castelcrescente |  |  |       |  |  |                                                |  |  |                                              |  |
|                                                                     |  | Ludovico Rangoni, Marchese di Roccabianca | Niccolò Rangoni, Conte di Castelcrescente |  |  |       |  |  |                                                |  |  |                                              |  |
|                                                                     |  | Ludovico Rangoni, Marchese di Roccabianca | Barbara Bentivoglio                       |  |  |       |  |  |                                                |  |  |                                              |  |
| Domitilla Rangoni                                                   |  | Ludovico Rangoni, Marchese di Roccabianca |                                           |  |  |       |  |  |                                                |  |  |                                              |  |
|                                                                     |  | Barbara Pallavicino                       | Rolando Pallavicino, Marchese di Zibello  |  |  |       |  |  |                                                |  |  |                                              |  |
|                                                                     |  | Barbara Pallavicino                       | Rolando Pallavicino, Marchese di Zibello  |  |  |       |  |  |                                                |  |  |                                              |  |
|                                                                     |  | Barbara Pallavicino                       | Lucrezia Domitilla Gambara                |  |  |       |  |  |                                                |  |  |                                              |  |
| Ranuccio Scotti Douglas, Vescovo di Borgo San Donnino (*1597 †1661) |  | Barbara Pallavicino                       |                                           |  |  |       |  |  |                                                |  |  |                                              |  |
|                                                                     |  |                                           |                                           |  |  |       |  |  |                                                |  |  |                                              |  |
|                                                                     |  |                                           |                                           |  |  |       |  |  |                                                |  |  |                                              |  |
|                                                                     |  |                                           |                                           |  |  |       |  |  |                                                |  |  |                                              |  |
| Filippo Alciati                                                     |  |                                           |                                           |  |  |       |  |  |                                                |  |  |                                              |  |
|                                                                     |  |                                           |                                           |  |  |       |  |  |                                                |  |  |                                              |  |
|                                                                     |  |                                           |                                           |  |  |       |  |  |                                                |  |  |                                              |  |
|                                                                     |  |                                           |                                           |  |  |       |  |  |                                                |  |  |                                              |  |
| Lucrezia Alciati                                                    |  |                                           |                                           |  |  |       |  |  |                                                |  |  |                                              |  |
|                                                                     |  |                                           |                                           |  |  |       |  |  |                                                |  |  |                                              |  |
|                                                                     |  |                                           |                                           |  |  |       |  |  |                                                |  |  |                                              |  |
|                                                                     |  |                                           |                                           |  |  |       |  |  |                                                |  |  |                                              |  |
|                                                                     |  |                                           |                                           |  |  |       |  |  |                                                |  |  |                                              |  |
|                                                                     |  |                                           |                                           |  |  |       |  |  |                                                |  |  |                                              |  |
|                                                                     |  |                                           |                                           |  |  |       |  |  |                                                |  |  |                                              |  |
|                                                                     |  |                                           |                                           |  |  |       |  |  |                                                |  |  |                                              |  |
|                                                                     |  |                                           |                                           |  |  |       |  |  |                                                |  |  |                                              |  |

## Genealogia episcopale e successione apostolica
La genealogia episcopale è:
- Cardinale Guillaume d'Estouteville, O.S.B.Clun.
- Papa Sisto IV
- Papa Giulio II
- Cardinale Raffaele Sansone Riario
- Papa Leone X
- Papa Paolo III
- Cardinale Francesco Pisani
- Cardinale Alfonso Gesualdo di Conza
- Papa Clemente VIII
- Cardinale Pietro Aldobrandini
- Cardinale Laudivio Zacchia
- Arcivescovo Ranuccio Scotti Douglas

La successione apostolica è: 
- Vescovo Johann Flugi d'Apremont (1636)
- Vescovo Giuseppe Battaglia (1657)

## Opere
- Ranuccio Scotti Douglas, Helvetia profana e sacra, 1642.